# Neosebastes bougainvillii
Neosebastes bougainvillii är en fiskart som först beskrevs av Cuvier 1829.  Neosebastes bougainvillii ingår i släktet Neosebastes och familjen Neosebastidae. Inga underarter finns listade i Catalogue of Life.